# 南方丝绸之路
南方丝绸之路，古称蜀身毒道，也称交广印度两道是一条经交州、广州，通西域、印度，远至巴格达的中外丝绸贸易孔道道。其总长有大約2000公里，是中国最古老的国际通道之一，包括陆道和海道，主要出口商品为丝绸。

## 漢代
公元前126年，在外漂泊13年的张骞回到长安，向汉武帝汇报西域的情报，促使漢武帝大破匈奴。同时张骞还汇报说，在汉帝国西南可能有一条途经身毒（今印度）的秘道，通往大夏（今阿富汗、巴基斯坦）。这一消息引起了汉武帝重视，于是派出4路人马前往探索，却被藏在深山峻岭中的当地部族阻挡。其中一路幸运来到滇池。滇王热情款待了远方来客，并留他们一住就是十来年。其间帮助他们西行，却为昆明人所阻，终未能完成对身毒的探险。
這就是南方絲綢之路的由來。中国于1950年代从古滇墓葬遗址中出土的文物中，發現部份出土文物來自西域遠至今阿富汗的地方。由此証明南方絲綢之路當年已存在。

## 唐代
《新唐书·艺文志》记有地理学家贾耽所著的《皇华四达记》，全书已失，原七道只剩下五：安西入西域道、六：安南通天竺道和七：广州通海夷道，详细记录了唐代由中国经交州、广州通西域、印度，远至巴格达的通路：
1. 安南-交趾-太平-峰州-南田-忠城-多利州-朱贵州-丹棠州-古涌步-汤泉州-曲江-剑南-通海镇-安宁故城-灵南城-白崖城-蒙舍城-龙尾城-太和城-永昌郡-诸葛亮城-悉利城-骠国-黑山-东天竺-伽罗都河-奔那伐檀那-中天竺-恒河-摩格陀（摩揭陀）
2. 诸葛亮城-腾充城-丽水城-龙泉水-安西城-弥诺江-大秦婆罗门国-大岭

最早研究南方丝绸之路是法国汉学家伯希和，曾著《交广印度两道考》对南方丝绸之路的陆道和海道有深入的研究。